# Вишванатха Чакраварти
Вишвана́тха Чакрава́рти Тхаку́р (IAST: Viśvanātha Cakravartī Ṭhākura; также известен под именем Хариваллабха Даса; 1626—1708) — выдающийся кришнаитский ачарья и богослов, автор более 40 трудов по кришнаитскому богословию. Занимает выдающееся место в мире вайшнавов по своей эрудиции, богословским познаниям, поэтическому таланту и глубокому пониманю расы. Современники Вишванатхи Чакраварти почитали его как замечательный пример аскета и идеального последователя рага-марги.

## Жизнеописание

### Рождение и детство
Учёные расходятся во мнениях относительно периода жизни Вишванатхи Чакраварти. Согласно Шьмалале Госвами он родился в 1626 году в деревне Деваграма. Мурарилал Адхикари в своём труде «Вайшнава-дигдаршани» указывает 1646 год как год его рождения. Мадхусудана Таттвавачаспати высказывает предположение, что Вишванатха родился в 1633—1638 годах. Тогда как Джагатбандху Бхадра утверждает, что Вишванатха родился в 1664 году. Однако, не существует достаточных доказательств, поддерживающих одну из этих точек зрения.
Вишванатха завершил свой труд «Сарартха-даршини» в 1704 году, о чём он сам утверждает в конце книги. Это указывает на то, что он был жив в этот период. Согласно Сукумар Сене, Вишванатха умер через несколько лет после этого.
Одни исследователи полагают, что деревня Деваграм, в которой родился Вишванатха, принадлежит к местечку Касигандж округа Надия в современной Западной Бенгалии. Другие утверждают, что Деваграма располагалась в местечке Сагарадихи округа Муршидабад.
Отца Вишванатха звали Раманараяна Чакраварти. Вишванатха был самым младшим ребёнком в семье. Его старших братьев звали Рамабхадра и Рагхунатха. Рамабхадра был известным эрудитом и богословом, учеником Гопиканты, который был сыном Харирамачарьи — ученика Рамачандры Кавираджи, принадлежавшего к линии духовных учителей, восхожившей к Шринивасу. Второй брат Вишванатхи, Рагхунатха, также был известным учёным.
Описывается, что сразу же после рождения Вишванатхи, тело младенца было окружено ярким сиянием, которое осветило всю комнату и вскорости исчезло. Когда Вишванатха был ещё подростком, Деваграму посетил известный учёный брахман. Все местные пандиты побоялись вступить с ним в философскую дискуссию, Вишванатха, однако, вышел вперёд и в развязавшемся диспуте одержал вверх над знаменитым эрудитом.

### Обучение и духовное посвящение
В детстве, Вишванатха завершил своё обучение в Деваграме и переехал в Саидабад. Одни исследователи утверждают, что Вишванатха продолжил своё обучение под руководством Ганганараяны Чакраварти из Саидабада, тогда как другие полагают, что его учителем был приёмный сын Ганганараяны по имени Кришначарана. Вишванатха получил дикшу от Радхараманы Чакраварти — сына и ученика Кришначараны.

### Свадьба и принятие отречения
С самого детства Вишванатха отличался большой отрешённостью. В очень раннем возрасте, по указанию отца, старший брат Вишванатхи Рагхунатха устроил его свадьбу. Изучение «Бхагавата-пураны», однако, пробудило в Вишванатхе дух отречения. Вскоре после завершения своего обучения и принятия дикши, Вишванатха оставил семейную жизнь и ушёл во Вриндавану.

### Радхакунда
Посетив ряд святых мест, Вишванатха в конце концов принял прибежище у Мукунды Дасы, ученика Кришнадасы Кавираджи, и поселился на берегах священного озера Радха-кунды. Примерно в это же время Вишванатха посетил Патаданджу и установил там мурти Гопалы.
По указанию своего гуру, Вишванатха навестил свою жену, с которой провёл только одну ночь, в течение которой она не услышала от него ничего, кроме рассказов о Кришне. На следующее утро Вишванатха оставил дом и вернулся к своему духовному учителю, который поручил ему переписать весь текст «Бхагавата-пураны». У Мукунды Дасы был ряд книг, которые он начал писать, но так и не завершил. Заметив великую преданность и эрудицию Вишванатхи, Мукунда поручил своему ученику завершить их написание.
Живя во Вриндаване, Вишванатха поклонялся мурти Радхи-Гокулананды и Гирираджи. Его Говардхана-шиле первым поклонялся сам Чайтанья, затем Рагхунатха Даса Госвами, Кришнадаса Кавираджа, Мукунда Даса, Кришнаприя Тхакурани, а затем — сам Вишванатха Чакраварти. В наши дни это мурти Гирираджи Говардханы находится в храме Радхи-Гокулананданы во Вриндаване. Некоторые же утверждают, что та самая Говардхана-шила сейчас находится в «Бхагавад-нивах» в Рамана-рети, около храма Кришны-Баларамы Международного общества сознания Кришны.
О духовных практиках Вишванатхи в этот период Нарахари пишет следующее: «Будучи глубоко погружённым в воспевание киртана Господа, Вишванатха рассказывал о лилах Господа самым прекрасным образом. Никто не достоин говорить о его духовных практиках. Любой, кто был достаточно удачлив, чтобы просто взглянуть на Вишванатху, немедленно чувствовал облегчение от страданий материального существования. Вишванатха служил мурти Шри Гокулананды с большой радостью и великой преданностью».

### Роль Вишванатхи в возрождении Вриндаваны
По прибытии во Вриндавану, Вишванатха заметил, что после смерти вриндаванских госвами красота этого святого места увяла. Огромное количество матхов было разрушено мусульманами. Пуджари покинули Вриндаван, забрав с собой мурти, которым они поклонялись. Многие мурти были просто оставлены без присмотра и поклонение им прекратилось. Обитатели Вриндаваны пребывали в состоянии постоянного страха. Никто более не был заинтересован посвящать своё время изучению священных писаний.
Во время пребывания Вишванатхи во Вриндаване многие местные учёные были глубоко тронуты его преданностью, трудоспособностью и силой ума. Вишванатха поставил перед собой цель возвратить былое великолепие и славу Вриндаваны. Основные его достижения состояли в следующем:
- Вишванатха лично установил мурти Гокулананды и стал поклоняться Говардхана-шиле. Он заново назначил пуджари для поклонения мурти в разных местах Вриндавана.
- По его инициативе, был основан ряд матхов. Вишванатха также вдохновил восстановление большого количества храмов[17].
- В то время, понимание трудов вриндаванских госвами было недоступно для простого населения по причине того, что не существовало надлежащего анализа и толкования этих богословских трактатов. Вишванатха написал простые и ясные комментарии к книгам госвами, и представил многие из них в сокращённом виде. Это позволило любому понять и оценить основной смысл трудов вриндаванских госвами. Вишванатха также организовал широкое распространение книг, необходимых для повседневного изучения и духовных практик кришнаитов. Он также организовал курсы по изучению этой богословской литературы.

## Литературный вклад Вишванатхи Чакраварти
Вишванатха Чакраварти написал более сорока работ на санскрите по кришнаитскому богословию. Он также создал содержащие наивысшую реализацию комментарии расика на «Бхагавата-пурану», «Бхагавад-гиту», работы Рупы Госвами, Кави Карнапуры и Нароттамы Дасы. Среди них — «Шри Кришна-бхаванамрита», «Мадхурья-кадамбини», «Враджарити-чинтамани», «Чаматкара-чандрика», «Свапна-виласамрита», «Санкалпа-калпадрума» и другие. Книги, написанные Вишванатхой Чакраварти, можно разделить на четыре группы:

### 1 — Комментарии (Тика-грантха)
Во времена Вишванатхи, большинство учебников и других книг, которые были необходимы для повседневных духовных практик кришнаитов были полны трудных богословских понятий, в основном изложенных на санскрите. Это затрудняло для простых людей изучение и понимание писаний. Дабы устранить эти препятствия, Вишванатха написал простые санскритские комментарии к основным трудам вриндаванских госвами. Список этих комментариев приводится ниже:
1. «Сарартха-даршини» (1704 год) — комментарий на «Бхагавата-пурану»
2. «Сарартха-варшини» — комментарий на «Бхагавад-гиту»
3. «Шри Чайтанья-чаритамритера-тика» (первый в истории комментарий на санскрите к книге на бенгали)
4. «Брахмасамхитара-тика» — комментарий к «Брахма-самхите»
5. «Ананда-чандрика» — комментарий на «Уджджвала-ниламани» Рупы Госвами
6. «Бхактисара-прадаршани» — комментарий на «Бхакти-расамрита-синдху» Рупы Госвами
7. «Премабхакти-чандрика-кирана» — санскритский комментарий на «Према-бхакти-чандрику» Нароттама Даса
8. «Сукха-вартини» — комментарий на «Ананда-вриндавана-чампу» Кави Карнапуры
9. «Махати» — комментарий на «Данакели-каумуди» Рупы Госвами
10. «Бхакта-харшини» — комментарий на «Гопалатапани-упанишаду»
11. «Хамсадута-тика» — комментарий на «Хамсадутам» Рупы Госвами
12. Комментарий к «Видагдха-мадхаве» Рупы Госвами
13. «Лалита-мадхавера-тика»

Некоторые учёные полагают, что Вишванатха не был автором комментариев к «Лалита-мадхаве» и «Видагдха-мадхаве». Они утверждают, что ученик Вишванатхи Кришнадева Сарвабхаума, написал «Видагдха-мадхава» тику, в то время как Радхакришна Даса, ученик Дживы Госвами, был автором комментария на «Лалита-мадхаву».

### 2 — Сокращённое изложение других вайшнавских писаний
Вишванатха считал, что многие из вайшнавских писаний были малодоступны пониманию простых людей. Посему он представил их основной смысл и наиболее ценную информацию из них в сокращённом виде в форме ряда избранных книг. В частности, он сделал это с тремя трудами Рупы Госвами, указанными ниже:
1. «Уджвала-ниламани-кирана» на основе «Уджвала-ниламани»
2. «Бхакти-расамрита-синдху-винду» на основе «Бхакти-расамрита-синдху»
3. «Бхагаватамрита-кана» на основе «Лагху-бхагаватамриты»

### 3 — Книги авторства Вишванатхи
Вишванатха облаждал талантом представлять сложные философские понятия в простой и легкодоступной форме, в то же самое время сохраняя уникальные черты Радха-Кришна лилы. Большинство из его работ, имеющих отношение к садхана-бхаджану, указаны ниже:
1. «Шри Кришна-бхаванамрита» (1679): описывает аштакалия-нитья-лилу Радхи и Кришны
2. «Рага-вартма-чандрика»: путеводитель к рагануга-бхакти и её методам
3. «Мадхурья-кадамбини»: излагает тонкие детали о рупе и мадхурье Кришны
4. «Айшварья-кадамбини»: описавает айшварью (богатство) Кришны
5. «Чаматкара-чандрака»: описывает мистические игры Радхи и Кришны
6. «Гопи-премарита»: описывает любовь гопи и концепции свакии и паракии
7. «Мантрартха-дипика»: объяснение Кама-биджи и Кама-гаятри мантр
8. «Враджа-рити-чинтамани»: описывает места Враджа-лилы Кришны
9. «Према-сампута» (1684): описывает мадхурью Радхи
10. «Санкалпа-калпадрума» (1678): содержит молитвы к Радхе с просьбой даровать севавритти
11. «Никунджа-кели-вирудавали» (1678): описывает игры Радхи и Кришны в кундже
12. «Сурата-катхамрита» (1678): описывает ночные лилы Радхи и Кришны

### 4 — Сборники гимнов и поэм
Некоторые работы Вишванатхи были написаны в форме гимнов. В них проявляется преданность Вишванатхи и его почтение к старшим вайшнавам, любимым мурти и святым местам, где проходили лилы Кришны. Ниже представлен список этих трудов:
1. «Шриман Махапрабхорастакалия-смаранамангалаштотрам»: путеводитель, описывающий Аштакалия-лилу Чайтаньи.
2. «Шри Гауранганодеша-чандрика»: краткое описание близких спутников Чайтаньи[19].
3. «Ставамрита-лахари»: Состоит из 28 гимнов, Посвящённых гуру Вишванатхи, его парама-гуру, Нароттаме, Чайтанье, Локанатхе и вайшнавским ачарьям. Затем следует призываение милости знаменитых мурти Гопаладевы, Мадана-Гопалы, Говиндадевы, Гопинатхи, Гокулананды и Кришны; просьб о милости Радхи и Вриндадеви; гимны, прославляющие различные места, где проходили лилы Кришны Вриндавана, Нандишвара, Кришнакунда, и т. д.
4. «Падавали-самкалам» (сборник вайшнавских поэм)
5. «Кшанада-гита-чинтамани» (также известна как «Кшанада» или «Гитачинтамани»)[20].

Ранее другие авторы предпринимали попытки составить сборник кришнаитских поэм. В некоторой степени это сделал Рамагопала Даса в своей «Шри Шри Радха-Кришна-раса-калпавалли», его сын Питамвара Даса в «Расаманджари» и Мукунда Даса, ученик Кришнадасы Кавираджи, в «Сиддханта-чандродае». Однако, именно Вишванатха первым создал подобный сборник. «Кшанада» рассматривается как «первый совершенный сборник Падавали». Существует только первая часть «Кшанады», считается, что Вишванатха умер так и не завершив своей работы. В этой книге, в поэмах собственного сочинения Вишванатха использовал псевдоним Хариваллабха или Валлабха.

### Предания, связанные с написанием книг Вишванатхой
Описывается, что однажды во сне Кришна приказал Вишванатхе написать комментарии на книги вриндаванских госвами. Он тут же начал плодотворно работать. Когда бы он ни садился писать, облака сразу же закрывали его от палящего солнца. Однажды сильнейший ливень грянул над тем местом, где Вишванатха писал свой комментарий на «Бхагавата-пурану». Чудесным образом, ни одна капля не упала ни на Вишванатху, ни на рукопись.
Составляя «Мантрартху-дипику» (объяснение Кама-гаятри), Вишванатха пришёл в замешательство. В соответствии с его тщательным исследованием, Кама-гаятри содержит двадцать пять слогов. Однако Кришнадаса Кавираджа пишет в «Чайтанья-чаритамрите», что в ней содержится двадцать четыре с половиной слога, причём они соответствуют двадцати четырём с половиной лунам, присутствующими в духовном теле Кришны. Этому Вишванатха не мог найти объяснений, пока во сне к нему не явилась Радха. Она призвала его не печалиться и сказала, что то, что написал Кришнадаса Кавираджа является истинным. Радха объявила, что Кришнадаса Кавираджа также является одной из её близких служанок в духовном мире, и ему известно всё о её самых тайных и глубоких чувствах. Радха также сказала, что её можно познать посредством слогов этой мантры, и что без её милости никто не в состоянии узнать тайну этой мантры.
Радха сообщила, что разрешение этой проблемы с половиной слога содержится в книге «Варнагама-бхасвади», прочитав которую, Кришнадаса Кавираджа написал то, что он написал. Буква «я», за которой следует буква «ви», как в словах кама девая видмахе, считается половиной слога. Она относится ко лбу Кришны, поскольку его лоб имеет очертания полумесяца. Все другие буквы этой мантры — полные, и потому соответствуют полным лунам. В конце Радха повелела Вишванатхе посмотреть эту книгу и «привести это доказательство для блага каждого».
Проснувшись, Вишванатха в экстазе начал кричать: «Хей Радхе! Хей Радхе! Хей Радхе!» После того, как Вишванатха получил даршан Радхи, его работы обрели божественную шакти. Он чувствовал, что Радха избрала его в качестве одной из своих близких служанок. Кришнаиты считают, что его книги отражают это осознание.

## Роль Вишванатхи Чакраварти в развитии гаудия-вайшнавизма
Благодаря своей духовной чистоте, учёности и осознанному восприятию сокровенных супружеских игр Радхи и Кришны, Вишванатха Чакраварти известен как «высшая драгоценность вайшнавов». Авторитеты гаудия-вайшнавизма утверждают, что Рупа Госвами — воплощение бога речи. А Вишванатха Чакраварти, по мнению вайшнавов-ачарьев, и особенно его прямых учеников, является воплощением Рупы Госвами.
Последователи гаудия-вайшнавизма считают, что среди всех кришнаитских ачарьев только Вишванатха Чакраварти приближается к Рупе Госвами по глубине осознания Бога. Само имя Вишванатхи Чакраварти показывает его возвышенное положение. «Вишванатха» означает «тот, кто являет драгоценный камень преданности Вишванатхе (Кришне, Господу Вселенной)». «Чакраварти» означает «расширяющий чакру бхакти».
Бхактисиддханта Сарасвати говорил: «Вишванатха Чакраварти Тхакур был защитником, опекуном и ачарьей в средний исторический период (XVII век) развития гаудия-вайшнавизма». Рост гаудия-вайшнавизма начался с Чайтаньи Махапрабху. Позднее, Бхактивинода Тхакур влил в него новые силы, Бхактисиддханта Сарасвати распространил его по всей Индии, а Бхактиведанта Свами Прабхупада (основатель-ачарья Международного общества сознания Кришны) — по всему миру.
Согласно кришнаитскому богословию, в Кришна-лиле («вечных играх Кришны») Вишванатха Чакраварти служит Радхе как манджари по имени Винода. Его самадхи расположено во дворе храма Радхи-Гокулананды во Вриндаване.